# Anampses lineatus
Anampses lineatus is een  straalvinnige vissensoort uit de familie van lipvissen (Labridae). De wetenschappelijke naam van de soort is voor het eerst geldig gepubliceerd in 1972 door John Ernest Randall.
De soort staat op de Rode Lijst van de IUCN als Onzeker, beoordelingsjaar 2008.